# Ipaussu
Ipaussu là một đô thị ở bang São Paulo của Brasil. Dân số năm 2004 ước tính là 13.141 người. 

## Thông tin nhân khẩu
Dữ liệu dân số theo điều tra dân số năm 2000
Tổng dân số: 12.553
- Dân số thành thị: 11.030
- Dân số nông thôn: 1.523
- Nam giới: 6.275
- Nữ giới: 6.278

Mật độ dân số (người/km²): 60,03
Tỷ lệ tử vong trẻ sơ sinh dưới 1 tuổi (trên một triệu người): 9,72
Tuổi thọ bình quân (tuổi): 74,90
Tỷ lệ sinh (số trẻ trên mỗi bà mẹ): 2,27
Tỷ lệ biết đọc biết viết: 90,56%
Chỉ số phát triển con người (HDI-M): 0,795
- Chỉ số phát triển con người - Thu nhập: 0,694
- Chỉ số phát triển con người - Tuổi thọ: 0,832
- Chỉ số phát triển con người - Giáo dục: 0,860

(Nguồn: IPEADATA)

## Sông ngòi
- Sông Paranapanema

## Các xa lộ
- SP-270